# 맥문아재비족
맥문아재비족(麥門---族, 학명: Ophiopogoneae 오피오포고네아이[*])은 놀리나아과의 족이다.

## 하위 분류
- 맥문동속(Liriope Lour.)
- 맥문아재비속(Ophiopogon Ker Gawl.)